# Красиво
Красиво (рос. Красиво) — хутір у Борисовському районі Бєлгородської області Російської Федерації.
Населення становить 73  особи. Входить до складу муніципального утворення Березовське сільське поселення.

## Історія
Населений пункт розташований у східній частині української суцільної етнічної території — східній Слобожанщині.
Згідно із законом від 20 грудня 2004 року № 159 від 1 січня 2006 року органом місцевого самоврядування було Березовське сільське поселення.

## Населення
| 2002 | 2010 |
| ---- | ---- |
| 71   | ↗73  |